# Медник різнобарвний
Медник різнобарвний (Gavicalis versicolor) — вид горобцеподібних птахів родини медолюбових (Meliphagidae).

## Поширення
Вид поширений в узбережних районів Нової Гвінеї та на сході півострова Кейп-Йорк на півночі Австралії. Його природним середовищем існування є субтропічні або тропічні мангрові ліси.